# Puiforcat
Puiforcat is een Frans goud- en zilversmeedbedrijf. Het merk bevat ook een collectie in porselein.

## Geschiedenis
Het bedrijf begon in 1820 in de wijk Marais in het oosten van Parijs. In 1918 nam Jean Puiforcat de leiding van het familiebedrijf over. In het interbellum werd hij de bekendste ontwerper die ook metaal in zijn designstukken verwerkte. De stijl die typisch was voor Jean Puiforcat was art déco.
Puiforcat is sinds 1993 onderdeel van de Hermès-groep.